# Ápice solar

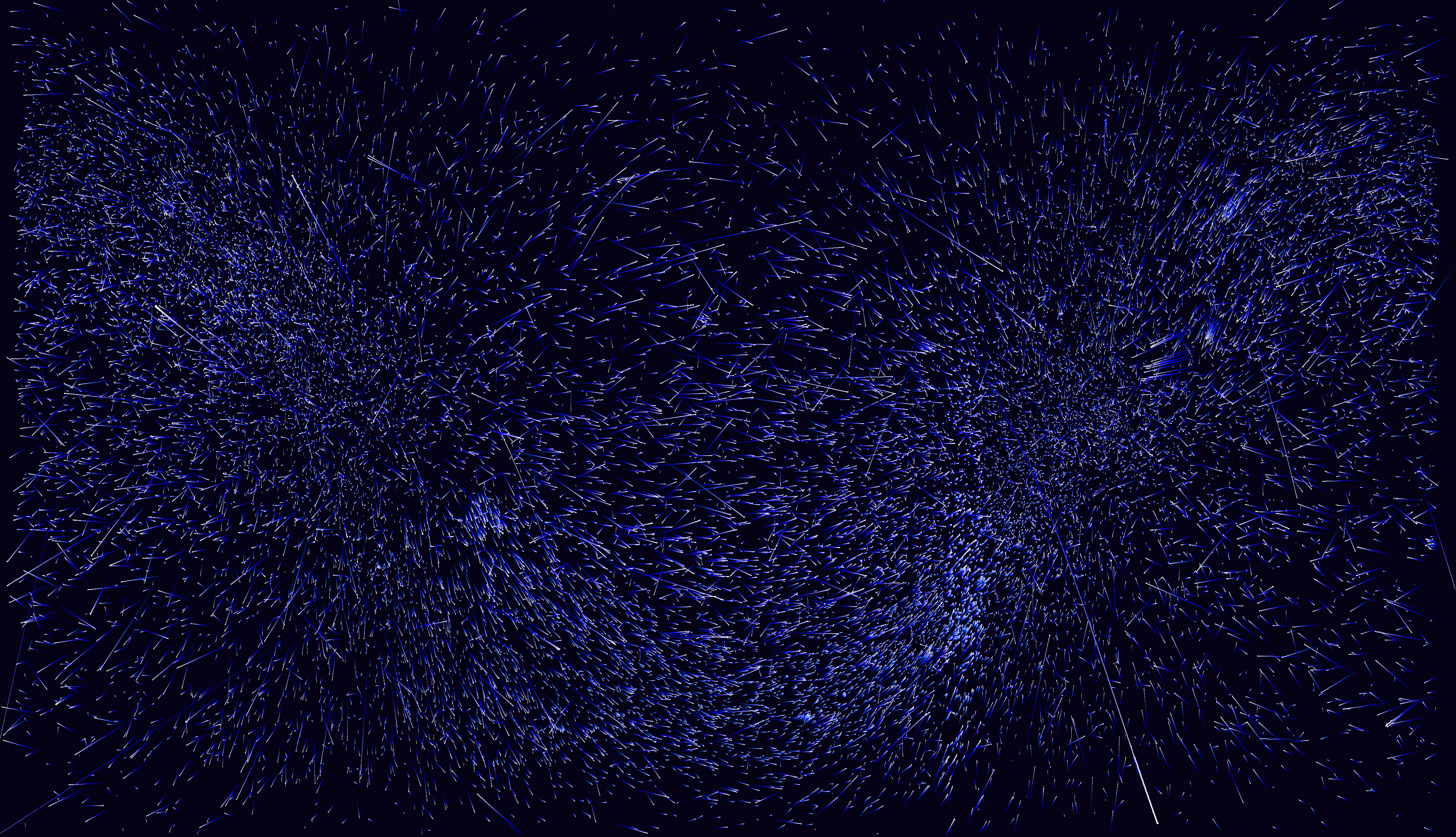
Movimento próprio das estrelas nos próximos duzentos mil anos. O ápice solar está na parte esquerda.

O ápice solar, também denominado ápex solar ou simplesmente ápex, refere-se à direção de movimento do Sol, em relação ao sistema local de repouso a uma velocidade de 19,4 quilômetros por segundo em direção à constelação de Hércules, a sudeste da estrela Vega. As estrelas, inclusive o Sol, movem-se umas em relação às outras por conta das diferentes órbitas que descrevem ao redor do centro da Via Láctea. Como o Sol aparentemente segue para um ponto definido, o movimento aparente das outras estrelas cria a impressão de que estas estão-se afastando do ápice solar. O antiápice solar é a direção oposta ao ápice, que localiza-se na direção da estrela Zeta Canis Minoris.
Após analisar o movimento próprio de algumas estrelas, William Herschel foi o primeiro astrônomo a propor, no início do século XIX, que o Sol se movia em relação às estrelas, e que esse movimento apontava para a constelação de Hércules. A aceitação dessa ideia não foi imediata. Contudo, o ponto exato do ápice solar ainda era difícil de ser determinado, sendo que diferentes astrônomos chegaram a vários resultados diferentes.